# Hòn Khói
Hòn Khói hay Bán đảo Hòn Khói, tên chữ là Yên Cang, nằm ở phía Đông của huyện Ninh Hoà, tỉnh Khánh Hoà, Việt Nam. Hòn Khói là một trong những cánh đồng muối lớn nhất miền Trung Việt Nam. Ngoài ra nơi đây còn được biết đến là một địa danh du lịch của tỉnh Khánh Hòa.

## Vị trí địa lý
Hòn Khói nằm cách Ninh Hòa khoảng hơn 10 km đường bộ, cách thành phố Nha Trang hơn 40 km về hướng Bắc. Ba mặt quanh Hòn Khói đều là biển cả và sông ngòi bao quanh.

## Lịch sử
Khoảng trước năm 1930, Hòn Khói là Tổng Phước Hà Ngoại, trực thuộc huyện Vạn Ninh, gồm có các làng Đông Hà (Rớ), Đông Hòa (Xóm Bà Đỏi), Đông Hải (mũi Hòn Khói), Đông Cát (xóm Cát), Bình Tây (xóm Đò), Thạnh Danh, Phú Thọ và Bá Hà (Cồn Cạn).
Đến năm 1930, Hòn Khói mới được sáp nhập vào huyện Ninh Hòa, sau cuộc đấu tranh khởi đầu từ năm 1927 do ông trợ (giáo) Chước lãnh đạo đòi giảm sưu thuế. Ngày nay, Hòn Khói có 4 xã: Xã Ninh Hải (gồm các thôn Đông Hà, Đông Hòa, Đông Hải, Đông Cát và Bình Tây, xã Ninh Diêm (gồm các thôn Thạnh Danh, Phú Thọ, Chánh Thanh và Chánh Bình), xã Ninh Thủy (gồm các thôn Bá Hà, Ngân Hà và Thủy Đầm), xã Ninh Phước (gồm các thôn Ninh Tịnh, Ninh Yển, Mỹ Giang và Đầm Vân)
Trong thời Pháp thuộc, người Pháp gọi vùng này là Hone-Cohé.

## Tên gọi
Địa danh Hòn Khói có từ thế kỷ 18. Vào thời tàn quân nhà Minh bên Tàu không chịu khuất phục triều Mãn Thanh, nên dùng tàu bè xuôi Nam tìm đất sống. Một số có quyền chức, giàu có, có tàu thuyền to lớn thì vào lập nghiệp tận miền Nam, như Mạc Cửu lập xứ Hà Tiên. Còn một số ít nghèo khổ lang thang trên biển cả lâu ngày trở thành hải tặc. Thỉnh thoảng vào các hải đảo cướp bóc lương thực. Thời bấy giờ triều đình nhà Nguyễn ra lệnh cho địa phương, khi nào có giặc Tàu Ô vào cướp bóc, thì dân làng đốt lửa trên đỉnh núi, cho khói lên cao, để quan sở tại biết mà kịp thời đem binh lính đến tiếp cứu. Đây có thể là lý do tên vùng đất này mang tên Hòn Khói.

## Tiềm năng
Hòn Khói có Dốc Lết, một địa điểm du lịch khá nổi tiếng, nằm bên những đồi cát trắng tinh, sáng chiều di chuyển và biến dạng theo chiều gió trông rất ngoạn mục. Muốn qua bên kia xem biển, du khách phải vượt qua những đồi cát lớn, cao như những bức tường thành. Khi bước đi, bàn chân lún xuống sâu, muốn tiếp tục, phải ngồi xuống và lết đi. Do đó người dân bản xứ gọi nơi đây là Dốc Lết.
Hòn Khói khá nổi tiếng với nghề làm muối, nơi đây được xem là cánh đồng muối lớn nhất miền Trung Việt Nam, những cánh đồng muối trắng tinh dài tí tắp và tạo nên vẻ đẹp đặc trưng cho vùng đất này.

## Đặc sản
Hòn Khói nổi tiếng hải sản ở Cồn Cạn (Bá Hà) như cá thu, cá bè, cá chù, tôm mực, cua ghẹ, sò ốc… Nước mắm và mắm ruốc ở đây khá nổi tiếng, được bán khắp nơi: Ban Mê Thuột, Phú Yên, Bình Định v.v…